# Mönsterås (commune)
Pour la localité, voir Mönsterås.
La commune de Mönsterås est une commune suédoise du comté de Kalmar, composée de 13 103 personnes. Son siège se situe à Mönsterås.

## Localités principales

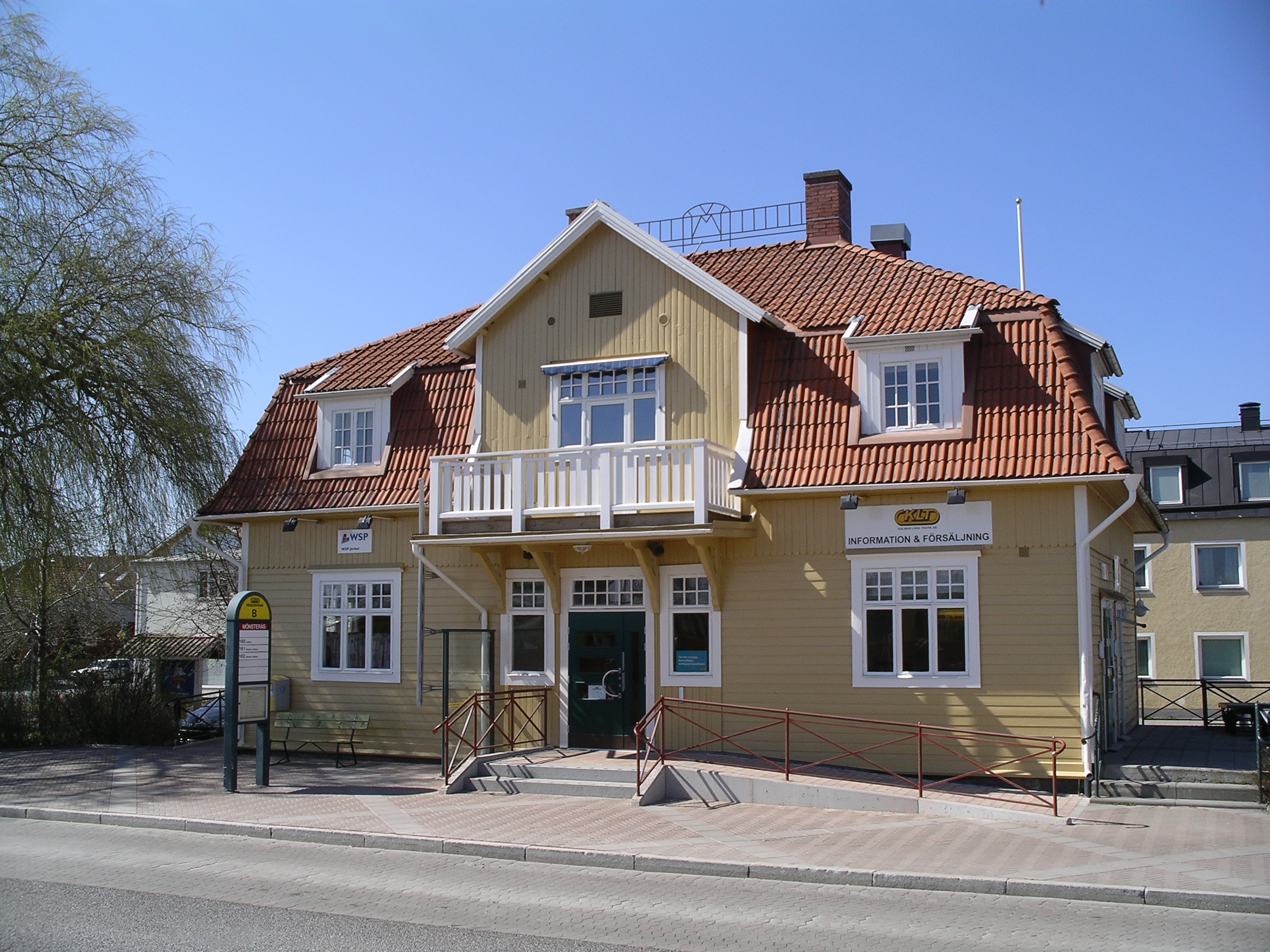
La gare de Mönsterås en 2009

- Ålem
- Blomstermåla
- Fliseryd
- Mönsterås
- Timmernabben

## Jumelages
| Ville | Ville  | Pays | Pays      | Période     |
| ----- | ------ | ---- | --------- | ----------- |
|       | Lehrte |      | Allemagne | depuis 1970 |